# Студенческая улица (Воронеж)
Студенческая улица — улица в историческом центре Воронежа, проходит параллельно Кольцовской улице, начинаясь во дворе д. 2 по улице Мира (площади Генерала Черняховского), до улицы Карла Маркса. Протяженность улицы более километра.
Одна из границ парка «Орлёнок»

## История

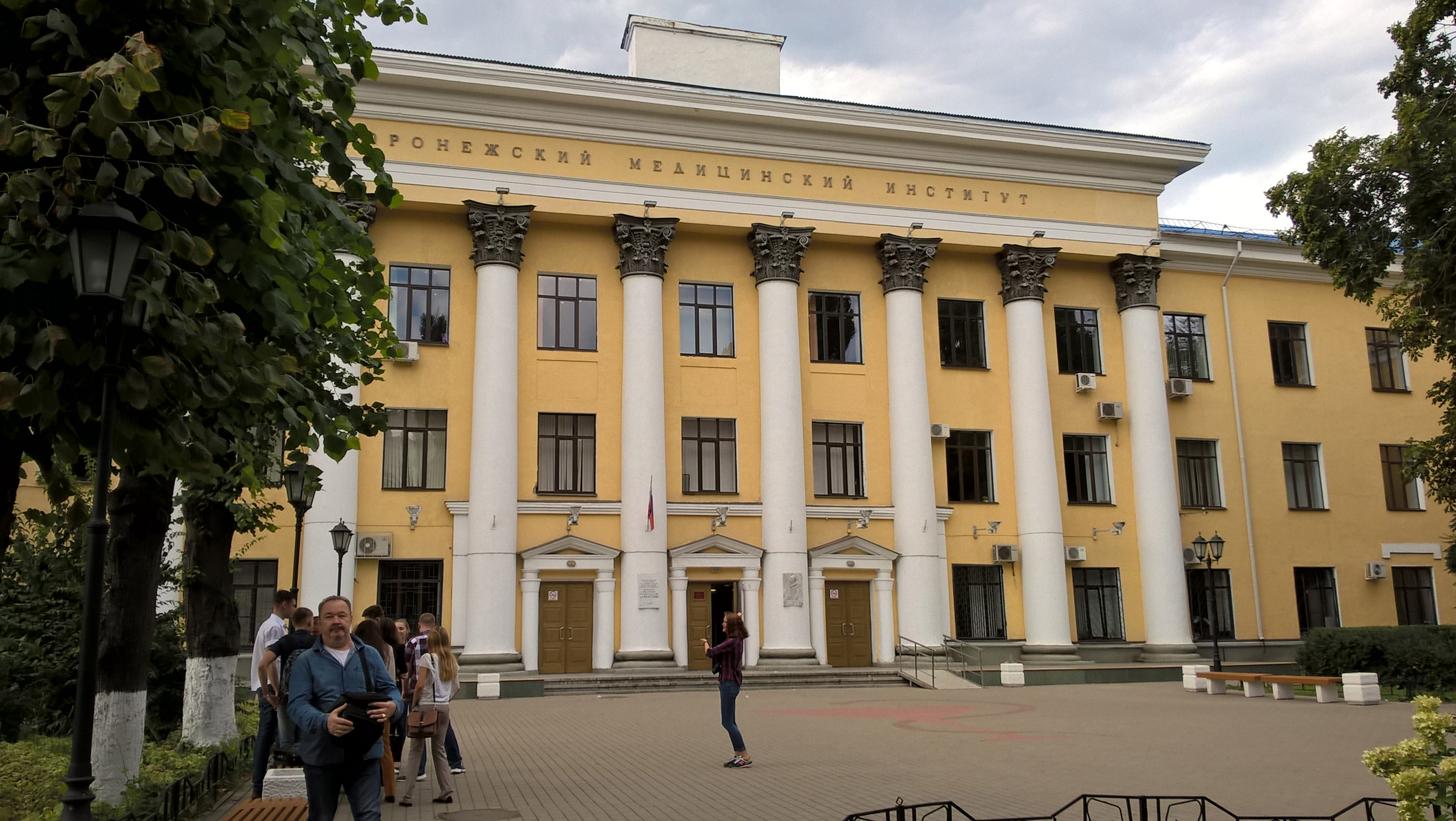
ВГМУ (ВГМИ)

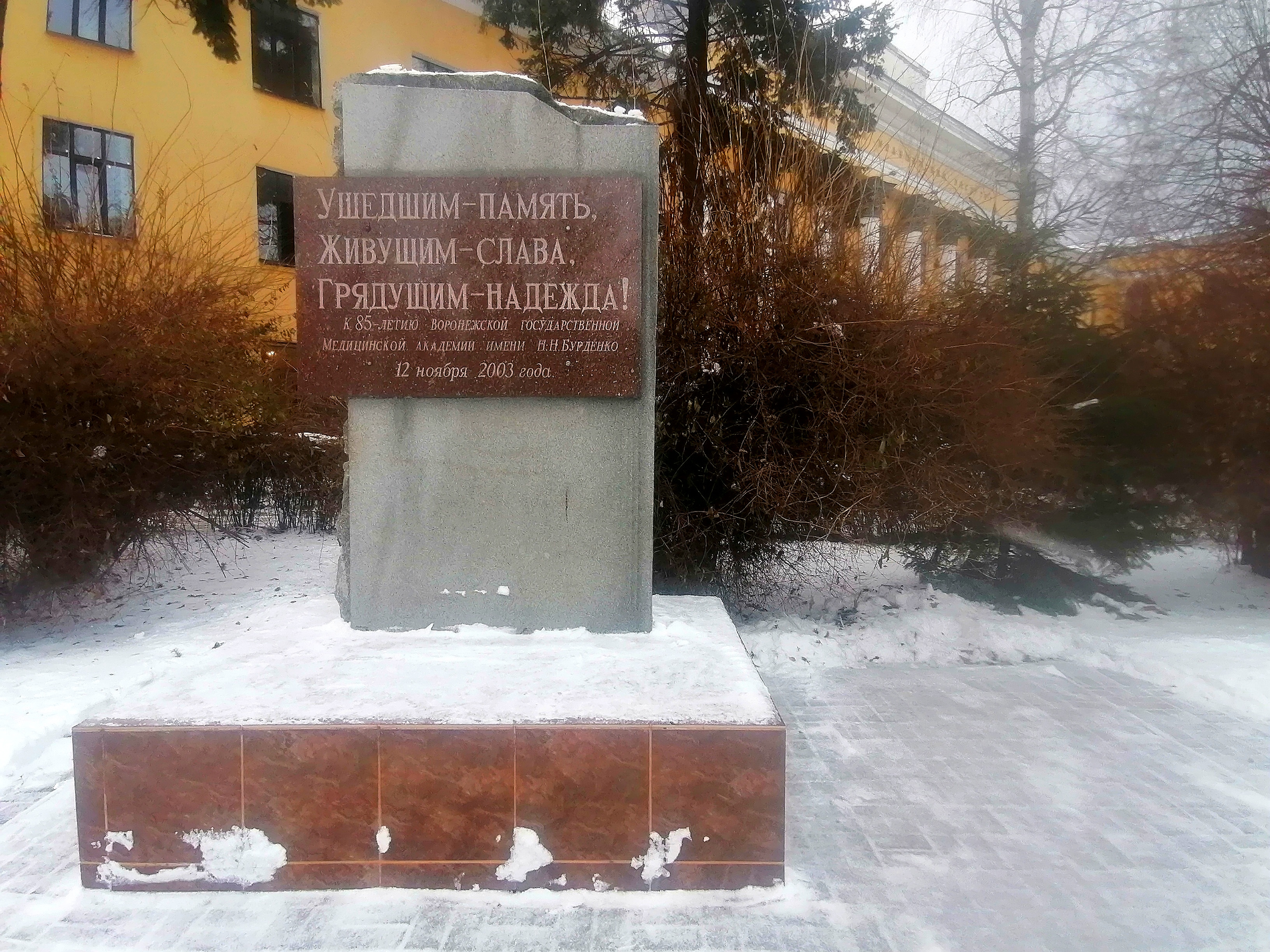
Мемориал во дворе ВГМУ

Проложена согласно генеральному плану города, разработанному в 1774 году, когда город восстанавливался после грандиозного пожара 1773 года. Первоначально получила название 3-я Дворянская линия. Сформировалась в 1830—1840-х годах, в районе улицы возвели здание для Воронежского Михайловского кадетского корпуса, с ним — Кадетский плац и рядом с ними новую Сенную площадь.
В 1878 года на улице Обществом Козлово-Воронежско-Ростовской железной дороги было открыто Воронежское технические железнодорожное училище
В 1929 году на улице возведён «дом Гармошка» по проекту архитектора Н. Троицкого, победившего на конкурсе. В 1950-х годах дом восстановили с изменением фасадов в классическом стиле.
С 1927 по 1934 год на месте Сенной площади был возведён крупнейший в городе спортивный объект — нынешний Центральный стадион профсоюзов.
Во время боёв за город в годы Великой Отечественной войны здания на улице были сожжены и разрушены. В 1943 году, после освобождения города от оккупантов, в доме № 3 было размещено управление ЮВЖД.

## Достопримечательности
д. 10 — Воронежский государственный медицинский университет
д. 17 — Центральный стадион профсоюзов
д. 18 — Воронежский колледж железнодорожного транспорта

## Известные жители
д. 32 — поэт А. В. Жигулин (мемориальная доска)